# Поджо Сан Вичино
По̀джо Сан Вичѝно (на италиански: Poggio San Vicino, до 1927 г. Ficano, Фикано) е село и община в Централна Италия, провинция Мачерата, регион Марке. Разположено е на 509 m надморска височина. Населението на общината е 314 души (към 2010 г.).